# Тейлър Дейн
Тейлър Дейн (на английски: Taylor Dayne) е американска поп певица, родена под името Лесли Ундърман (на английски: Leslie Wunderman) на 7 март, 1962 г. в Болдуин, Ню Йорк. Тя е номинирана три пъти за награда Грами и има общо 75 милиона продадени копия от своите албуми, компилации и сингли. Едни от най-известните хитове на Дейн са „Tell It to My Heart“ („Кажи го на сърцето ми“), „I'll Be Your Shelter“ („Ще бъда твоето убежище“) и „With Every Beat of My Heart“ („С всеки удар на сърцето ми“).

## Дискография

### Студийни албуми
- „Tell It to My Heart“ – 1988 г.
- „Can't Fight Fate“ – 1989 г.
- „Soul Dancing“ – 1993 г.
- „Naked Without You“ – 1998 г.
- „Satisfied“ – 2008 г.

### Компилации
- „Greatest Hits“ – 1995 г.
- „Performance“ – 1999 г.
- „Master Hits: Taylor Dayne“ – 1999 г.
- „The Best of Taylor Dayne“ – 2002 г.
- „Platinum & Gold Collection: Taylor Dayne“ – 2003 г.
- „Whatever You Want / Naked Without You“ – 2005 г.
- „Dance Diva: Remixes & Rarities “ – 2005 г.
- „Can't Get Enough of Your Love “ – 2006 г.